# Nogomet na Otočkim igrama 1993.
Otoku Wight je 1993. bio domaćinom trećeg izdanja nogometnog turnira na Otočkim igrama.

## Natjecateljski sustav
Igralo se u dva dijela. U prvom dijelu se igralo u dvije skupine jednostrukom ligaškom sustavu, a u drugom dijelu natjecanja se igralo na ispadanje. Momčadi iz dviju skupina su se križale u borbama za plasman. Istoplasirane momčadi u skupinama su igrale za odgovarajuće mjesto; pobjednici za zlatno odličje, drugi za brončano odličje, treći za 5. mjesto, četvrti za 7. mjesto.

## Sudionici
Sudjelovalo je 8 momčadi.
- Åland
- Gibraltar
- Grenland
- Jersey
- Man
- Shetlandski otoci
- Wight
- Ynys Môn (Anglesey)

Branitelji naslova, Ovčjih Otoka nisu bili na ovom turniru.

## Natjecanje

### 1. skupina
| Mjesto | Momčad    | Ut | Pb | N | Pz | Ps | Pr | RP | Bod |
| 1.     | Jersey    | 3  | 2  | 1 | 0  | 8  | 5  | 3  | 5   |
| 2.     | Grenland  | 3  | 2  | 0 | 1  | 5  | 4  | 4  | 4   |
| 3.     | Ynys Môn  | 3  | 1  | 1 | 1  | 3  | 3  | 0  | 3   |
| 4.     | Gibraltar | 3  | 0  | 0 | 3  | 1  | 8  | -7 | 0   |
| ------ | --------- | -- | -- | - | -- | -- | -- | -- | --- |

### 2. skupina
| Mjesto | Momčad            | Ut | Pb | N | Pz | Ps | Pr | RP | Bod |
| 1.     | Man               | 3  | 2  | 0 | 1  | 7  | 2  | 5  | 4   |
| 2.     | Åland             | 3  | 2  | 0 | 1  | 5  | 3  | 2  | 4   |
| 3.     | Wight             | 3  | 2  | 0 | 1  | 3  | 2  | 1  | 4   |
| 4.     | Shetlandski otoci | 3  | 0  | 0 | 3  | 2  | 10 | -8 | 0   |
| ------ | ----------------- | -- | -- | - | -- | -- | -- | -- | --- |

### Susret za 7. mjesto
| Shetlandski otoci | - | Gibraltar | 1:0 |

### Susret za 5. mjesto
| Wight | - | Anglesey | 1:1 |

Wight je pobijedio na jedanaesterce.

### Za brončano odličje
| Grenland | - | Åland | 1:2 |

### Završnica
| Jersey | - | Man | 5:1 |

| Prvaci na Otočkim igrama 1993. |
| ------------------------------ |
| Jersey Prvi naslov             |